# El Ojital, Castillo de Teayo
El Ojital är en ort i Mexiko.   Den ligger i kommunen Castillo de Teayo och delstaten Veracruz, i den sydöstra delen av landet, 210 km nordost om huvudstaden Mexico City. El Ojital ligger 106 meter över havet och antalet invånare är 415.
Terrängen runt El Ojital är platt åt nordost, men åt sydväst är den kuperad. Runt El Ojital är det ganska tätbefolkat, med 83 invånare per kvadratkilometer. Närmaste större samhälle är Castillo de Teayo, 5,6 km nordost om El Ojital. Trakten runt El Ojital består till största delen av jordbruksmark.